# Mauro Del Bue
Mauro Del Bue (Reggio Emilia, 23 aprile 1951) è un politico, giornalista e storico italiano.
Già deputato del Partito Socialista Italiano e poi per il Nuovo PSI, è stato sottosegretario al Ministero delle infrastrutture nel Governo Berlusconi III. Nel 2007 è stato uno dei principali protagonisti della rinascita del PSI. Dal 2013 al 2022 ha diretto la versione online dell'Avanti! mentre dal 2023 dirige il quotidiano online La Giustizia.

## Biografia
Laureato in lettere e filosofia all'Università di Bologna, di professione giornalista è stato segretario della Federazione Giovanile Socialista Italiana di Reggio Emilia nel 1973, consigliere comunale e capogruppo del Partito Socialista Italiano nel 1975, nonché segretario del PSI di Reggio nel 1977. Membro della corrente autonomista fin da ragazzo, dal congresso di Roma del 1976 è componente del Comitato centrale del Psi a nome della FGSI, mentre dal Congresso di Torino del 1978 è il più giovane membro effettivo del Comitato centrale in rappresentanza della componente del segretario Bettino Craxi.
Nel 1987 è vicesindaco di Reggio Emilia con gli assessorati alla cultura e allo sport. Sempre dal 1987 al 1990 è stato inoltre presidente de I Teatri di Reggio Emilia.
È eletto deputato nel 1987 per le liste del PSI con oltre 13.000 preferenze, fa parte della Commissione Cultura, Scuola e Sport della Camera. Nel 1988 è relatore della riforma degli Enti lirici e nello stesso anno della legge sui mondiali di calcio. Nel dicembre del 1989 entra nella Direzione del PSI con la responsabilità del Dipartimento Ambiente e Territorio e gestisce per il PSI i referendum sulla caccia e i pesticidi. Nel 1990 è protagonista del confronto storico e politico sui delitti del dopoguerra a Reggio Emilia, che vengono ricordati come quelli del Triangolo della morte e difende l'ex parlamentare comunista Otello Montanari e il suo articolo "Chi sa parli".
Nel 1992 è il capolista socialista della circoscrizione e il primo dei deputati eletti con circa 14.500 preferenze, conseguite nel sistema proporzionale a preferenza unica determinato dal referendum del 1991. Nel 1992 è tra i fondatori della componente di Rinnovamento con Claudio Martelli.
Aderisce prima all'Associazione società aperta fondata nel 1997 da Claudio Martelli e poi allo Sdi fondato nel 1998 dal Si di Enrico Boselli, dal Ps di Ugo Intini, dallo Psdi di Gianfranco Schietroma e dalla componente di Martelli. Poi, dopo la morte di Craxi, è tra i fondatori della Lega socialista che confluisce nel 2001 nel Partito Socialista - Nuovo PSI di Gianni De Michelis, all'interno del quale nel 2002 è membro della Segreteria nazionale e nel 2003 viene nominato Vicesegretario nazionale dalla Direzione Nazionale del partito.
Alle elezioni provinciali di Reggio nell'Emilia del 2004 è candidato alla presidenza sostenuto da una lista autonoma detta Socialisti Laici Libertari ottenendo 7.391 voti, pari al 2,51%.
Nel Governo Berlusconi III viene nominato sottosegretario al Ministero delle Infrastrutture. Si batte, tra l'altro, per ottenere i finanziamenti della stazione Mediopadana dell'Alta velocità. Il suo contributo è determinante per completare il piano finanziario e far partire il cantiere.
Alle elezioni politiche del 2006 viene candidato all'interno della lista Democrazia Cristiana-Partito Socialista ed eletto deputato nella circoscrizione Piemonte 2. È segretario e membro della Presidenza della Camera e viene nominato nella sezione giurisdizionale della stessa. Presenta la prima proposta di legge sugli stadi e palazzi dello sport che verrà poi approvata nella Legislatura seguente. È anche presentatore della proposta di modifica organica della legge finanziaria.
Nel 2007, allestito un doppio congresso del Nuovo PSI, la maggioranza aderisce alla Costituente socialista ed elegge Del Bue segretario e De Michelis presidente, mentre la minoranza sceglie l'adesione al PdL.
Nel 2009, a seguito delle elezioni amministrative del 6 e 7 giugno, viene nominato Assessore allo Sport del Comune di Reggio Emilia dal sindaco Graziano Delrio. Nel maggio 2013 gli vengono affidate anche le deleghe per l'Ambiente.
Dal 2013 al 2022 è stato direttore dell'Avanti!, quotidiano online del Partito Socialista Italiano.
Scrive nel frattempo 20 libri di storia politica, di sport e di filosofia. Progetta e realizza cicli di trasmissioni televisive sull'opera lirica, sui teatri, sui musei, sui palazzi storici, sull'ambiente. Ha frequentato il Conservatorio musicale, ha scritto decine di recensioni di opere liriche e due cd di canzoni. Dirige anche un giornale sportivo locale.
Dal 2023 è direttore del quotidiano online La Giustizia, rifondato in versione unicamente online dopo essere stato acquistato dall'Associazione Socialista Liberale.

## Opere
- Il Partito socialista a Reggio Emilia. Problemi e avvenimenti dalla ricostruzione alla scissione, Venezia 1981.
- Alberto Simonini, storia socialista di un italiano, Reggio Emilia 1985.
- Dal frontismo al riformismo. Il Psi tra Roma e Reggio Emilia, Bologna 1987.
- Storia di delitti e passioni, dal triangolo rosso alle bierre, Reggio E. 1995.
- Novecento, il libro del secolo, Montecchio 2001 e ried. 2004.
- L'apostolo e il ferroviere. Vite parallele di Camillo Prampolini e Giuseppe Menada, Montecchio 2006.
- Una storia Reggiana, vol 1, Montecchio 2004.
- Una storia Reggiana, vol 2, Montecchio 2007.
- Una storia Reggiana, vol 3, Montecchio 2008.
- Il poker del pugile, la vera storia di Gino Bondavalli, Montecchio 2006.
- La storia del socialismo reggiano, vol 1, Montecchio 2010.
- La storia del socialismo reggiano, vol 2, Montecchio 2011.
- La storia del socialismo reggiano, vol 3, Montecchio 2012.
- Filosomia, la storia della filosofia secondo me, Sassoscritto, Firenze, 2012.
- Il primo cooperatore. Contardo Vinsani, il socialista utopistico, Casalgrande 2016.
- Idee in Avanti. Tre anni di direzione del quotidiano socialista, Roma 2016.
- L’unità...storia di divisioni, scissioni, espulsioni e sconfitte della sinistra italiana, Reggio Calabria 2018.
- Una storia Reggiana, vol. 4, Reggio Emilia 2019.
- La scissione comunista e le ragioni di Turati, Reggio Calabria 2021.
- L'impronta. I parlamentari socialisti dal 1983 al 2022, Correggio 2022.

È anche compositore, iscritto alla Siae ed ha curato diversi documentari televisivi, uno dei quali per la Presidenza del Consiglio sulla storia d'Italia. Ha collaborato attivamente con i quotidiani l'Avanti! e Il Giornale di Reggio, con i periodici Critica Sociale e Mondoperaio, e ha diretto La Giustizia, giornale fondato da Camillo Prampolini nel 1886, dal 1989 al 1994.